# Marathon

Logo de Marathon

La trilogía de Marathon es una serie de videojuegos de ciencia ficción creado por Bungie, lanzada originalmente para Macintosh. Marathon se refiere al nombre de una gigantesca nave interestelar que hace las veces de colonia, la cual  proporciona el escenario para el primer juego y se convierte en referencia prominente en el argumento de las secuelas; la nave fue construida a partir de la que fuera la segunda luna de Marte, Deimos. 
El primer juego de Marathon fue lanzado para el Macintosh 1994, e introdujo a los videojuegos muchos de los conceptos que ahora son comunes. Características como la de blandir armas duales, personajes aliados no controlados por el jugador, y lo más notable, una intrincada historia. La secuela, Marathon 2: Durandal, fue lanzada en 1995 y amplió las tecnologías del motor gráfico y el Universo de la historia. A diferencia de su protosecuela más oscura, Marathon 2 se ha percibido a menudo por ser un juego más brillante, vivo y más atmosférico. Introdujo varios tipos de modos multijugador más allá del deathmatch y del juego cooperativo, tal como el rey de la colina. En 1996, en un giro sorprendente, el juego fue lanzado para Windows 95, junto con Marathon Infinity, que incluía un nuevo panorama usando un motor modificado de Marathon 2, y lo más importante, las herramientas usadas para construirlo, Forge y Anvil. En el 2000, Bungie lanzó el código fuente del motor de Marathon 2, y el proyecto código libre de Marathon comenzó, dando como resultado el motor nuevo de Marathon llamado Aleph One. Finalmente, en 2005, Bungie lanzó la trilogía original completa para la distribución libre en línea, permitiendo que a través Aleph ONE funcionen los juegos de la trilogía en distintas plataformas (OS del Mac, Linux y Windows). 
Aunque la tecnología fundamental, el motor gráfico de Marathon, ahora se considera algo obsoleta, Aleph ONE ha agregado mejoras significativas y un pulimento más moderno de acuerdo a sus capacidades y lo ha trasladado a una amplia variedad de plataformas, trayendo Marathon y sus secuelas más allá de sus humildes raíces en el Mac. Aleph ONE y la serie Marathon, son únicos entre los juegos de primera persona por su gran énfasis en el desarrollo de la historia, a través del uso de los terminales, que son interfaces de computadora que existen en el mundo del juego a través de los cuales los jugadores no solo se enteran de los objetivos de la misión, sino también se enteran de información detallada de la historia y sobre el mundo del juego. La forma textual de estas comunicaciones permite una inmersión mayor en el juego gracias a la gran cantidad de información que ofrece a diferencia de los doblajes con voz típicamente cortos que abundan en los juegos modernos.
El 24 de mayo de 2023, Bungie anunció una nueva entrega de Marathon en un evento de PlayStation. Esta nueva entrega será un shooter de extracción con enfoque multijugador, abandonando así la experiencia FPS clásica de las entregas de la década de 1990. Se espera que Marathon se estrene en algún punto de 2025.

## Trama
Ambientado en el año 2794, Marathon ubica al jugador como un oficial de seguridad, enviado a responder a una señal de socorro enviada desde una enorme nave espacial llamada U.E.S.C. Marathon, en órbita alrededor de una colonia en el planeta Tau Ceti IV. Durante el juego, el jugador intenta defender la nave (y su tripulación, además de los colonos) de una raza de extraterrestres esclavizadores llamados Pfhor. A medida que el jugador lucha contra los invasores, presencia interacciones entre las tres inteligencias artificiales de la nave (Leela, Durandal y Tycho), y descubre que no todo es lo que parece a bordo: entre otros problemas, Durandal se ha vuelto rampante y parece que está utilizando a los humanos contra los Pfhor para lograr un fin misterioso.
Diecisiete años después de los eventos del primer juego, en Marathon 2: Durandal, la inteligencia artificial Durandal envía al jugador y un ejército de ex colonos a investigar las ruinas de Lh'owon, planeta de la raza S'pht, esclavizada por los Pfhor. Lh'owon fue descrito como un paraíso pero ahora es un mundo desierto tras la primera guerra entre clanes S'pht y la subsiguiente invasión de los Pfhor. No menciona que información está buscando, aunque sí da a entender que los Pfhor planean atacar la Tierra, y que estar en Lh'owon podría detener su avance. Marathon 2 introduce a la historia del juego varios elementos, tales como una especie nativa de Lh'owon conocidos como F'lickta, la mención de una antigua, misteriosa y muy avanzada raza de extraterrestres llamados Jjaro, y un clan de S'pht que evitaron ser esclavizados por los Pfhor: los S'pht'Kr. Al final del juego, el jugador activa a Thoth, una antigua inteligencia artificial Jjaro. Thoth entonces contacta a los S'pht'Kr, que a su vez destruyen la armada Pfhor.
Marathon Infinity, el juego final de la saga, incluye más niveles que Marathon 2, que asimismo son más grandes y parte de una trama más complicada. Las únicas adiciones significativas al motor del juego, similar al del anterior, fueron una nave Jjaro, varios caminos entre los niveles, un arma que podía ser usada bajo el agua, y humanos armados con armas de fusión y trajes especiales. El jugador atraviesa múltiples líneas de tiempo, intentando averiguar cual W'rkncacnter (una especie de entidad caótica) no ha sido liberado del sol de Lh'owon. En una línea de tiempo, el jugador está obligado a destruir a Durandal, y en otra Durandal se fusiona con Thoth. Al final del juego, una antigua máquina Jjaro es activada e impide que el W'rkncacnter escape.

## Videojuegos de la saga
- Marathon (1994)
- Marathon 2: Durandal (1995)
- Marathon Infinity (1996)